# Standard képződési entalpia
A standard képződési entalpia (jelölése: ΔfH⊖) egy vegyület referenciaállapotú elemeiből való képződésének standard reakcióentalpiája. A referenciaállapotú elemek standard képződési entalpiája definíció szerint nulla. Mértékegysége a joule (J).
Általában egy mól anyagra vonatkoztatva használják, ennek a mennyiségnek a pontos megnevezése standard moláris képződési entalpia, mértékegysége J/mol. Értékét legtöbbször arra az állapotra adják meg, amelyen az adott anyag átlagos környezeti feltételek közt előfordul.

## Értelmezése
Példaképpen a nátrium-klorid képződése a következő lépésekből tevődik össze.
Na(s) + (1/2)Cl2(g) → NaCl(s)
1. A nátrium atomokra bomlásának hőmennyisége
2. A nátrium egyszeres ionizációja (a légnemű nátriumra vonatkoztatva)
3. A klórnak atomokra bomlásának hőmennyisége
4. A klóratomok affinitásának hőmennyisége
5. A termék kristályosodásának hőmennyisége (a kristályrács kötéseinek energiája)

A pozitív és negatív hőmennyiségek előjeles összege a képződéshő.

### Számítása
A kémiai elemek legstabilabb állapotában a képződéshő értéke nulla. Ez az érték a jód esetében az alábbi:
I2 gőz : ΔfH⊖= 0 kJ/mol
I2 szilárd: ΔfH⊖ =+62 kJ/mol
Átlagos környezeti körülmények között a jód szublimál. Ezért a különbség a jód moláris szublimációs hője.